# Vertraute Fremde (Manga)
Vertraute Fremde (jap. 遥かな町へ, Haruka na Machi e, dt. „in die entfernte Stadt“) ist ein 1998 erschienener Manga von Jirō Taniguchi.

## Handlung
Die Hauptfigur Hiroshi Nakahara landet durch Zufall auf einer Reise in seiner Geburtsstadt Kurayoshi, die er schon seit Langem nicht mehr besucht hat. Er besucht den Friedhof, am Grab seiner Mutter fällt er in einen Trancezustand, aus dem er als 14-jähriger Junge wieder erwacht. Als zweite Chance lebt er sein Leben als Jugendlicher erneut, jedoch mit der Erfahrung und dem Wissen eines erwachsenen Mannes. Ein wichtiges Ziel wird es für ihn, herauszufinden, warum sein Vater die scheinbar glückliche Familie plötzlich und ohne Erklärung verließ.

## Veröffentlichungen
Auf Japanisch erschien der Manga bereits 1998 im Magazin Big Comic des Verlags Shogakukan; in deutscher Sprache jedoch erst 2008 im Carlsen Verlag. Der Manga diente als Vorlage für den Kinofilm Vertraute Fremde des Regisseurs Sam Garbarski aus dem Jahr 2010. 

## Kritiken
„‚Vertraute Fremde‘ gehört zum Besten, was die internationale Comicliteratur derzeit zu bieten hat. Dass dieses Buch jetzt auch bei uns gewürdigt wird, ist nur konsequent. Taniguchi wird dazu beitragen, unser Bild vom Manga als einer Teenie-Manie zu korrigieren. Japan ist eine der führenden Comic-Nationen, und dies ist der Beweis.“

„Denn letztlich geht es in «Vertraute Fremde» wie in anderen Geschichten von Taniguchi um die Suche nach dem Glück, die er in einer berührenden und beglückenden Mischung aus Humanismus, Melancholie, leichter Skepsis, feinem Humor und viel Poesie schildert.“

## Auszeichnungen
Für den Manga erhielt Taniguchi 1998 den Preis für Exzellenz in der Kategorie Manga beim Japan Media Arts Festival und 2003 den Preis für das beste Szenario des Festival International de la Bande Dessinée d’Angoulême. 2008 folgte der deutsche Max-und-Moritz-Preis und Comic.de wählte Vertraute Fremde 2007 zum Comic des Jahres.